# 1413
| [ Edytuj tabelę ]                          | |
| Król Polski                                | - 1386 Władysław II Jagiełło 1434                                                                                               |
| Współksiążęta Andory                       | - 1396 Galcerà de Vilanova 1415 - 1412 Jan I 1436                                                                               |
| Król Anglii                                | - 1399 Henryk IV 1413 - 1413 Henryk V 1422                                                                                      |
| Król Aragonii i Walencji, hrabia Barcelony | - 1412 Ferdynand I Sprawiedliwy 1416                                                                                            |
| Władca Azteków                             | - 1395 Huitzilíhuitl 1417 |
| Elektor Brandenburgii                      | - 1411 Zygmunt Luksemburski 1415                                                                                                |
| Książę Bawarii-Ingolstadt                  | - 1375 Stefan III 1413 - 1413 Ludwik VII Brodaty 1443                                                                           |
| Książę Bawarii-Landshut                    | - 1393 Henryk XVI Bogaty 1450                                                                                                   |
| Książę Bawarii-Monachium                   | - 1397 Ernest 1438 |
| Książę Burgundii                           | - 1404 Jan bez Trwogi 1419 |
| Cesarz Bizancjum                           | - 1391 Manuel II Paleolog 1425                                                                                                  |
| Sułtan Brunei                              | - 1405 Muhammad 1415 |
| Cesarz Chin                                | - 1402 Yongle 1424 |
| Król Cypru                                 | - 1398 Janusz 1432 |
| Król Czech                                 | - 1378 Wacław IV Luksemburski 1419                                                                                              |
| Król Danii                                 | - 1396 Eryk Pomorski 1439 |
| Dalajlama                                  | - 1391 Gendun Drup 1474 |
| Władca Egiptu                              | - 1412 Al-Mu’ajjad Szajch 1421                                                                                                  |
| Cesarz Etiopii                             | - 1382 Dawid I 1413 - 1413 Teodor I 1414                                                                                        |
| Król Francji                               | - 1380 Karol VI 1422 |
| Król Gruzji                                | - 1412 Aleksander 1442 |
| Hrabia Holandii                            | - 1404 Wilhelm VI 1417 |
| Władca Inków                               | - 1410 Viracocha 1438 |
| Cesarz Japonii                             | - 1412 Shōkō 1428 |
| Kalif                                      | - 1406 Al-Musta’in 1414 |
| Król Kastylii i Leónu                      | - 1406 Jan II Kastylijski 1454                                                                                                  |
| Patriarcha Konstantynopola                 | - 1410 Eutymiusz II 1416 |
| Władca Korei                               | - 1400 Taejong 1418 |
| Najwyższy książę litewski                  | - 1401 Jagiełło 1434 |
| Wielki książę litewski                     | - 1392 Witold 1430 |
| Cesarz Majapahitu                          | - 1389 Wikramawardhana 1429 |
| Sułtan Maroka                              | - 1398 Usman III 1421 |
| Książę Mediolanu                           | - 1412 Filip Maria 1447 |
| Wielki książę moskiewski                   | - 1389 Wasyl I 1425 |
| Król Nawarry                               | - 1387 Karol III Szlachetny 1425                                                                                                |
| Król Norwegii                              | - 1396 Eryk Pomorski 1442 |
| Sułtan Omanu                               | - 1406 Machzum ibn al-Fallah 1435                                                                                               |
| Elektor Palatynatu                         | - 1410 Ludwik III 1436 |
| Papież awinioński                          | - 1394 Benedykt XIII 1417 |
| Papież soborowy                            | - 1410 Jan XXIII 1415 |
| Papież                                     | - 1406 Grzegorz XII 1415 |
| Król Portugalii                            | - 1385 Jan I 1433 |
| Cesarz Rzymski (niemiecki)                 | - 1410 Zygmunt Luksemburski 1437                                                                                                |
| Kapitanowie Regenci San Marino             | - 1413 Paolino di Giovanni di Bianco Giovanni di Paolino Vitola 1413 - 1413 Francesco di Bartoccino Michelino di Paoluccio 1413 |
| Despota Serbii                             | - 1402 Stefan IV Lazarević 1427                                                                                                 |
| Elektor Saksonii                           | - 1388 Rudolf III Saski 1419 |
| Król Szkocji                               | - 1406 Jakub I 1437 |
| Król Szwecji                               | - 1396 Eryk XIII Pomorski 1439                                                                                                  |
| Król Tajlandii                             | - 1409 Intha Racha 1424 |
| Sułtan Turków                              | - 1402 bezkrólewie 1413 - 1413 Mehmed I 1421                                                                                    |
| Doża Wenecji                               | - 1400 Michele Steno 1413 - 1413 Tommaso Mocenigo 1423                                                                          |
| Król Węgier                                | - 1387 Zygmunt Luksemburski 1437                                                                                                |
| Cesarz Wietnamu                            | - 1409 Trùng Quang Đế 1414 |
| Wielki mistrz zakonu krzyżackiego          | - 1410 Henryk von Plauen 1413                                                                                                   |

Rok 1413 / MCDXIII
stulecia: XIV wiek ~
XV wiek ~
XVI wiek

lata: 1403 «
1408 «
1409 «
1410 «
1411 «
1412 «
1413
» 1414
» 1415
» 1416
» 1417
» 1418
» 1423

## Wydarzenia w Polsce
- 16 marca – książę Wacław II przekazał władzę nad Legnicą Ludwikowi II.
- 4 czerwca – książę mazowiecki Janusz I Starszy potwierdził i rozszerzył prawa miejskie Warszawy.
- 24 czerwca – Ujście otrzymało prawa miejskie z rąk Władysława Jagiełły.
- 2 października – unia horodelska: potwierdzono ścisły związek między Litwą i Polską

## Wydarzenia na świecie
- 20 marca:
  - Henryk V Lancaster został królem Anglii.
  - Landskrona w Szwecji uzyskała prawa miejskie.
- 9 kwietnia – Henryka V Lancastera koronowano na króla Anglii.
- 27 kwietnia – w Paryżu wybuchło powstanie ludowe pod wodzą rzeźnika Simona Caboche’a.
- 7 czerwca – król Neapolu Władysław I zajął Rzym.

## Urodzili się
- 8 września – Katarzyna z Bolonii, włoska klaryska, mistyczka, święta katolicka (zm. 1463)
- data dzienna nieznana: 
  - Jakub z Sienna, prymas Polski (zm. 1480)

## Zmarli
- 20 marca – Henryk IV Lancaster, król Anglii (ur. 1367)
- 24 maja – Herman II Uczony, landgraf Hesji (ur. 1341)
- 21 czerwca – Świętobor I, książę szczeciński w latach 1372–1413 (ur. 1351)
- 5 lipca – Musa, sułtan osmańskiej Rumelii (ur. 1388)
- 26 września – Stefan III, książę Bawarii (ur. ok. 1337)
- 6 października – Dawid I, cesarz Etiopii w latach 1382–1411 (ur. ?)
- 9 października – Mikołaj Wigandi z Krakowa, duchowny, prawnik i teolog (ur. ?)